# Дворац Ледерер
Дворац Ледерер, познат и као Дворац „Марцибањи”, налази се у Чоки, подигнут је после 1781. године, када је Леринц Марцибањи купио пустару Чоку. Изградњу дворца довршио је тек следећи власник, Шваб Карољ, тек око 1870. године. Артур и Карољ Ледерер купили су посед крајем 19. века. У поседу спахијске породице Ледерер иначе једне од најбогатијих јеврејских породица у то доба имање остаје све до Другог светског рата. Током Другог светског рата дворац је био у поседу Херманa Герингa.
Од 1950. године ту је основано пољопривредно добро „Чока” које и данас користи дворац као управну зграду. Зграда је у добром стању, а парк око дворца је претворен у градски парк. Дворац је споменик културе од великог значаја.

## Архитектура
Дворац је спратна зграда, са издуженом основом симетричног распореда просторија, дужно оријентисана ка главној улици. Бочним и средишњим ризалитима је рашчлањена фасада главног улаза. Завршеци ризалита су тимпанони који се издижу изнад кровног венца. Прозори су ритмично распоређени у низу, у приземљу са равном горњом гредом, а на спрату су прозори са лучним завршетком. Кровиште на четири воде, улепшано је са крововима на ризалитима са бочних страна. Дворац распоредом главних зидних маса, фасадом и симетричном основом, има одлике класицизма, али је због накнадних измена концепције добио еклектичке одлике. Без обзира, изглед одаје целину сигурних стилских изражајних карактеристика, и у односу на друге објекте овог типа у Војводини, један је од значајнијих.

## Галерија
- Дворац Ледерер, Чока
- Дворац Ледерер, Чока
- Дворац Ледерер, Чока
- Дворац Ледерер, Чока
- Дворац Ледерер, Чока
- Дворац Ледерер, Чока
- Дворац Ледерер, Чока
- Дворац Ледерер, Чока
- Дворац Ледерер, Чока
- Дворац Ледерер, Чока